# Janusz Krasiński
Janusz Andrzej Krasny-Krasiński (ur. 5 lipca 1928 w Warszawie, zm. 14 października 2012 tamże) – polski prozaik, dramatopisarz, reportażysta, autor słuchowisk radiowych i adaptacji teatralnych.
Ojciec Grzegorza Krasińskiego, oszczepnika.

## Życiorys
Urodził się w rodzinie Franciszka Krasny-Krasińskiego, przedsiębiorcy, właściciela przedsiębiorstwa obuwniczego „Krasny” (zm. 1943) i Zofii z domu Sieczkowskiej (zm. 1944).
Podczas II wojny światowej, od 1941 członek Szarych Szeregów. Po powstaniu warszawskim znalazł się wraz z matką w obozie przejściowym w Pruszkowie, a następnie w Auschwitz-Birkenau (numer obozowy: 191497). Po miesiącu został przeniesiony do obozu Hersbruck pod Norymbergą (podobozu KL Flossenbürg). Stamtąd, pod koniec marca 1945 został ewakuowany pieszym transportem do Dachau, skąd 29 kwietnia 1945 został wyzwolony przez wojska USA. W latach 1945–1947 przebywał w amerykańskiej strefie okupacyjnej w Niemczech (w Monachium, Wildflecken i Mannheim), gdzie uczęszczał do szkoły średniej i służył w Polskich Oddziałach Wartowniczych.
Powrócił do Polski w 1947. Po kilku miesiącach został aresztowany przez Kontrwywiad Wojskowy (Informację), pod zarzutem rzekomego szpiegostwa na rzecz wywiadu USA. Skazany przez Wojskowy Sąd Rejonowy w Warszawie na 15 lat więzienia, przebywał w latach 1947–1956 w więzieniach na Mokotowie (tu, w niewielkiej celi, gdzie przebywało naraz ok. stu osób, siedział m.in. z adiutantem gen. Tadeusza Bora-Komorowskiego Ryszardem Krzywickim-Jamonttem, Władysławem Bartoszewskim, Kazimierzem Gorzkowskim, Adamem Obarskim, Tadeuszem Płużańskim, Janem Radożyckim, płk Wacławem Lipińskim czy ks. prof. Janem Stępniem). Po niespełna roku przeniesiony do więzienia we Wronkach i Rawiczu. Zwolniony z więzienia w maju 1956 w wyniku amnestii (uniewinniony z zarzutów dopiero 25 sierpnia 1998 przez Sąd Najwyższy – Izbę Wojskową).
Powrócił do Warszawy. Pracował w drukarni przy ul. Marszałkowskiej, a także jako zastępca magazyniera w przedsiębiorstwie „Arged”. Zadebiutował w 1956 na łamach „Po prostu” (nr 39; wiersz pt. Karuzela) i tygodnika „Przegląd Kulturalny” (nr 49; opowiadanie pt. Potworek). Podjął współpracę z redakcją tygodnika „Współczesność” (w latach 1958–1963, 1965–1966, 1968, 1969). W latach 1960–1966 był reporterem i redaktorem w Redakcji Słuchowisk Teatru Polskiego Radia. W 1964 przebywał na stypendium Ministerstwa Kultury i Sztuki w Holandii. W 1965 należał do Rady Artystycznej Studenckiego Teatru „Hybrydy”. W latach 1966–1975 prowadził dział prozy w warszawskim tygodniku „Kultura”. Od 1975 został członkiem redakcji miesięcznika „Dialog”, a także recenzentem i doradcą Zespołu Filmowego „Iluzjon” (do 1979). Od 1991 członek redakcji pisma „Théâtre en Pologne”.
W swojej twórczości podejmował najczęściej tematy dotyczące historii najnowszej, indywidualnego i zbiorowego cierpienia Polaków w latach II wojny światowej, nazizmu i komunizmu w życiu jednostkowych ofiar systemów totalitarnych.
19 marca 2007 w Bibliotece Narodowej w Warszawie odbyła się premiera filmu dokumentalnego w reżyserii Joanny Żamojdo pt. Janusz Krasiński. Cenzurowany życiorys (real.: Wytwórnia Filmowa „Czołówka” w koprodukcji z TVP 1; Zdjęcia: Jacek Knop i Jacek Mierosławski). W 2008 r. na Wydziale Polonistyki Uniwersytetu Jagiellońskiego w Krakowie powstała praca magisterska Barbary Gancarczyk pt. Twórczość dramaturgiczna Janusza Krasińskiego. Próba opisu (pod kierunkiem dr hab. Macieja Urbanowskiego).

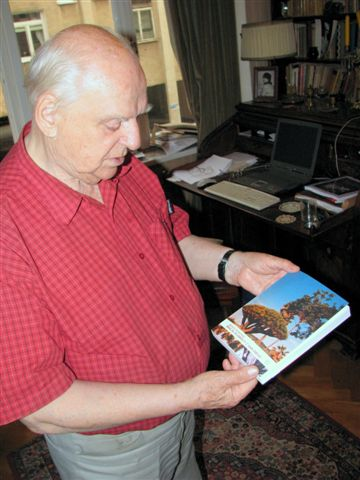
Janusz Krasiński z egzemplarzem swojej książki pt. Bracia syjamscy z San Diego – Warszawa, 4 sierpnia 2010 r.

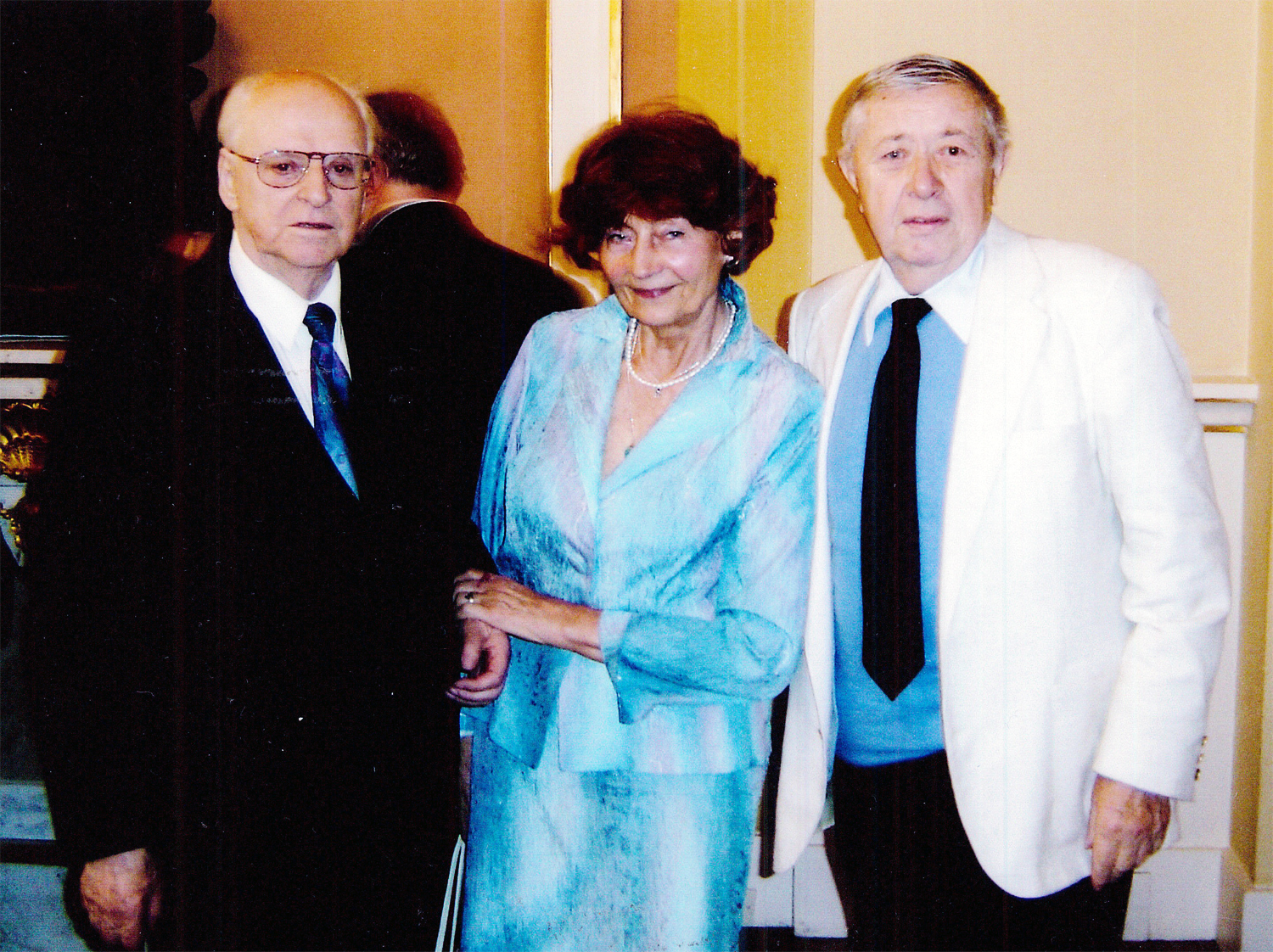
Obchody 80-lecia Braci Syjamskich na Zamku Królewskim w Warszawie w roku 2008. Po bokach „Bracia Syjamscy”: Janusz Krasiński i Wiesław Czajkowski, w środku żona Krasińskiego, Barbara

Członek Związku Literatów Polskich (1960–1983; od 1963 r. członek Zarządu Głównego, w latach 1978–1980 wiceprezes Zarządu Głównego, ponadto przewodniczący Komisji Domów Pracy Twórczej ZLP oraz wiceprezes Klubu Dramatopisarzy przy ZLP w latach 1971–1983), Polskiego PEN Clubu (1965-2012), Stowarzyszenia Filmowców Polskich.
Od 1983 członek Polskiego Ośrodka Międzynarodowego Instytutu Teatralnego (ITI; w latach 1987–1990 przewodniczący Polskiej Sekcji Dramatopisarzy, od 1993 członek Zarządu).
W latach 1995–2012 członek Stowarzyszenia Pracowników Rozgłośni Polskiej Radia Wolna Europa (obecnie Stowarzyszenia Pracowników, Współpracowników i Przyjaciół Rozgłośni Polskiej Radia Wolna Europa Imienia Jana Nowaka-Jeziorańskiego).
Od 2005 do 2008 prezes Stowarzyszenia Pisarzy Polskich, w latach 2008–2012 prezes honorowy Stowarzyszenia.
Od 2008 był także członkiem jury Nagrody Mediów Publicznych w dziedzinie literatury pięknej Cogito.
Dwukrotnie żonaty: z Anną (córką Kazimierza Gorzkowskiego, w latach 1957–1963) i Barbarą Stramik (muzykiem; od 1964), ma dwóch synów i córkę.
Mieszkał w Warszawie przy ul. Niemcewicza 7/9 – na domu tym, od marca 2015, umieszczona jest poświęcona mu tablica, autorstwa artysty rzeźbiarza Dariusza Kowalskiego.
Został pochowany w grobowcu rodzinnym na cmentarzu Powązkowskim w Warszawie (kwatera 282 wprost-3-4,5).

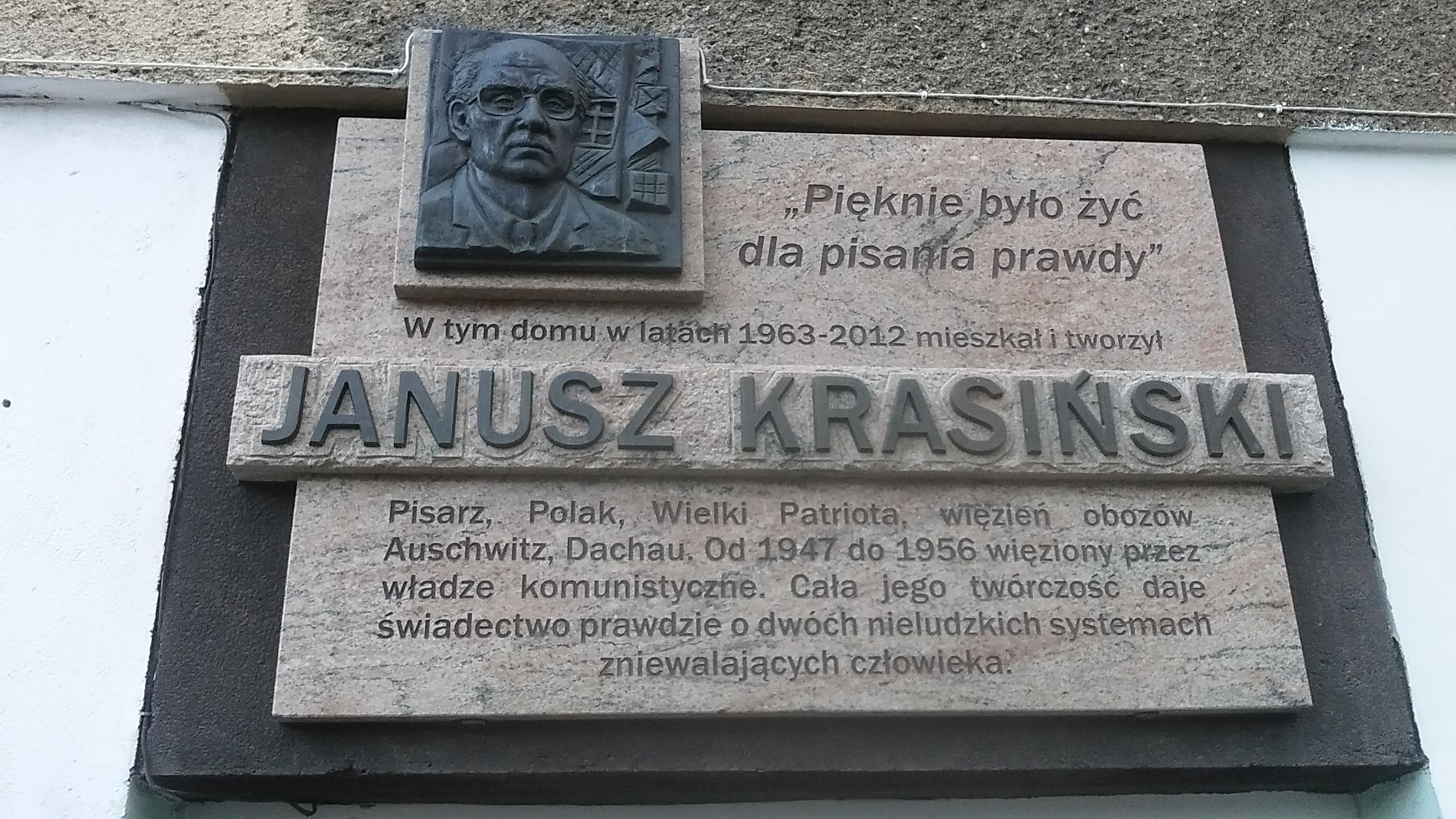
Tablica pamiątkowa na domu przy ul. Niemcewicza 7/9 w Warszawie, w którym mieszkał pisarz

W 2015 ukazała się pośmiertnie jego książka Przełom, wieńcząca prozatorski cykl o Szymonie Boleście (porte-parole autora). Pentalogia ta uważana jest za jedno z najważniejszych dzieł polskiej literatury po II wojnie światowej. W tomie tym m.in., pod nazwiskiem „Witold Dunajewski”, został przedstawiony dawny przyjaciel, późniejszy pracownik Rozgłośni Polskiej RWE, zwerbowany przez Służbę Bezpieczeństwa PRL, pisarz i publicysta Włodzimierz Odojewski.
W 2020, nakładem Wydawnictwa Uniwersytetu Łódzkiego ukazała się książka Agnieszki Kramkowskiej-Dąbrowskiej pt. Janusz Krasiński. Świadectwo (Wydawnictwo Uniwersytetu Łódzkiego). W 2021 ukazała się książka Agaty Kłopotowskiej pt. Żyć dla pisania prawdy”. O twórczości literackiej Janusza Krasińskiego, wydana przez Instytut Literatury. W 2022 ukazała się książka Iwony Smolki pt. Droga do Obór (wyd. Państwowy Instytut Wydawniczy), w której jeden z rozdziałów poświęcony został Krasińskiemu.

W październiku 2022, w 10. rocznicę śmierci pisarza, w warszawskiej Galerii Kordegarda zaprezentowano wystawę Janusz Krasiński. Przeciw milczeniu, powstałą we współpracy Muzeum Literatury im. Adama Mickiewicza i Narodowego Centrum Kultury (kurator: Maria Dorota Pieńkowska)

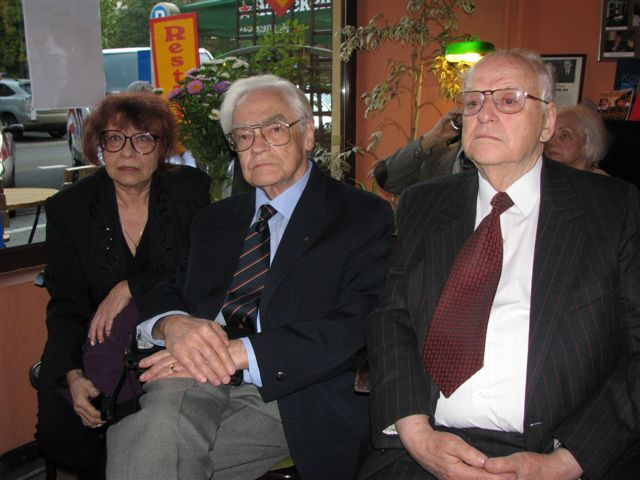
Janusz Krasiński z Aleksandrem J. Wieczorkowskim i Ireną Eichler-Wieczorkowską – spotkanie w Stowarzyszeniu Pracowników, Współpracowników i Przyjaciół Rozgłośni Polskiej Radia Wolna Europa Imienia Jana Nowaka-Jeziorańskiego – Warszawa, 21 września 2009

## Twórczość

### Książki
- Haracz szarego dnia (powieść; Instytut Wydawniczy PAX 1959; Spółdzielnia Wydawnicza „Czytelnik” 1973)
- Przerwany rejs „Białej Marianny” (reportaże; Państwowe Wydawnictwo „Iskry” 1960)
- Jakie wielkie słońce (opowiadania; Państwowe Wydawnictwo „Iskry” 1962)
- Trzeci horyzont (reportaże; Państwowe Wydawnictwo „Iskry” 1964)
- Wózek (powieść; Spółdzielnia Wydawnicza „Czytelnik” 1966, 1979)
- Skarga (opowiadania; Państwowe Wydawnictwo „Iskry” 1968)
- Czapa i inne dramaty (wybór dramatów; zawiera: Kwatery (dramat w jednym akcie), Wkrótce nadejdą bracia (Mało prawdopodobny dramat w dwóch aktach), Śniadanie u Desdemony. Sztuka w 2 aktach, Filip z prawdą w oczach (Dramat ucieszny w 13 obrazach), Czapa, czyli Śmierć na raty (Dramat wisielczy w dwóch aktach); Państwowy Instytut Wydawniczy 1973; „Seria Z Maską”)
- Żywioł dotąd nieznany (wybór reportaży; Państwowe Wydawnictwo „Iskry” 1973)
- Śniadanie u Desdemony (słuchowiska radiowe i dramaty; Wydawnictwa Radia i Telewizji 1976)
- Kochankowie z klasztoru Valdemosa (utwór dramatyczny; Spółdzielnia Wydawnicza „Czytelnik” 1980, ISBN 83-07-00222-2; „Seria Dramatu Polskiego”)
- Syn Wallenroda (powieść; Krajowa Agencja Wydawnicza 1980)
- Gdybyś poszedł pierwszy (wybór opowiadań; Wydawnictwo Literackie 1983; seria: „Polskie Opowiadania Współczesne”)
- Na stracenie (powieść na wątkach autobiograficznych; Zakłady Wydawnicze „Versus” 1992, ISBN 83-7045-026-1; Wydawnictwo Arcana 2006, ISBN 83-89243-68-7)
- Twarzą do ściany (powieść na wątkach autobiograficznych; Spółdzielnia Wydawnicza „Czytelnik” 1996, ISBN 83-07-02489-7; Wydawnictwo Arcana 2006, ISBN 83-89243-73-3)
- Niemoc (powieść na wątkach autobiograficznych; Prószyński i S-ka 1999, ISBN 83-7255-237-1, seria: „Współczesna Proza Polska”; Wydawnictwo Arcana 2006, ISBN 83-89243-78-4)
- Przed agonią (powieść na wątkach autobiograficznych; Wydawnictwo Arcana 2005, ISBN 83-89243-13-X; 2007, ISBN 978-83-89243-13-3, ISBN 83-89243-13-X)
- Bracia syjamscy z San Diego (powieść; Wydawnictwo Arcana 2009, ISBN 978-83-60940-92-1)
- Tabliczka z chleba (opowiadania i wiersze; Polski Fundusz Wydawniczy w Kanadzie 2009, ISBN 978-0-921724-53-7)
- Krzak gorejący. Dramaty (wybór dramatów; wybór i wstęp: Wanda Zwinogrodzka, opracowanie tekstów: Agnieszka Kramkowska-Dąbrowska; zawiera: Czapa, czyli Śmierć na raty. Dramat wisielczy w dwóch aktach, Filip z prawdą w oczach. Ucieszny dramat ludowy, Śniadanie dla Desdemony. Sztuka w dwóch aktach, Kochankowie z klasztoru Valdemosa. Romanca w stylu hiszpańskim w trzech aktach, Krzak gorejący. Rzecz o Kazimierzu Pużaku. Sztuka w dwu aktach, Bezwodne śniegi. Dramat ekologiczny; Instytut Badań Literackich Wydawnictwo 2013, ISBN 978-83-61552-83-3; seria: „Dramat polski. Reaktywacja”)
- Przełom (powieść na wątkach autobiograficznych; Wydawnictwo Arcana 2015, ISBN 978-83-65350-01-5)

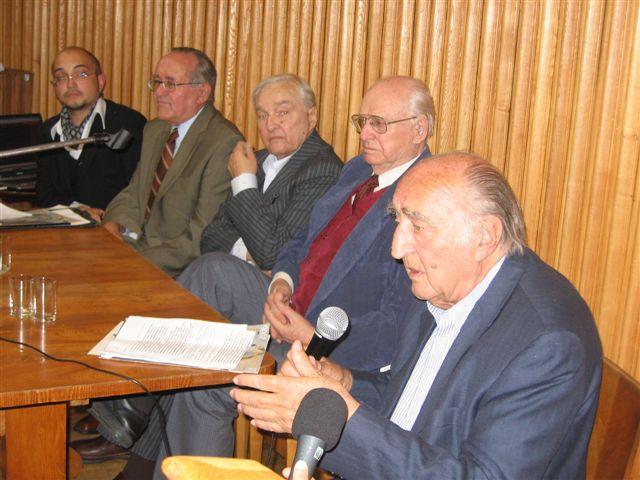
W Stowarzyszeniu Pisarzy Polskich – od prawej: Leopold Unger, Janusz Krasiński, Ludwik Jerzy Kern, Wojciech Giełżyński, Mariusz Kubik – Warszawa, 12 września 2006 r.

### Dramaty i słuchowiska radiowe
- Kwatery (słuchowisko; „Dialog” nr 3/1962; wydanie książkowe: Teatr szklanego ekranu; praca zbiorowa; Państwowe Wydawnictwo „Iskry” 1970, s. 183–222)
- Obcy ludzie (utwór dramatyczny; niepubl.)
- Czapa (komedia stereofoniczna) (utwór dramatyczny; „Dialog” nr 6/1965)
- Wkrótce nadejdą bracia (Mało prawdopodobny dramat w dwóch aktach) (utwór dramatyczny; „Dialog” nr 12/1967)
- Filip z prawdą w oczach (Dramat ucieszny w 13 obrazach) (utwór dramatyczny; „Dialog” nr 7/1968)
- Śniadanie u Desdemony. Sztuka w 2 aktach (utwór dramatyczny; „Dialog” nr 9/1971)
- Czapa i inne dramaty (wybór dramatów; zawiera: Kwatery (dramat w jednym akcie), Wkrótce nadejdą bracia (Mało prawdopodobny dramat w dwóch aktach), Śniadanie u Desdemony. Sztuka w 2 aktach, Filip z prawdą w oczach (Dramat ucieszny w 13 obrazach), Czapa, czyli Śmierć na raty (Dramat wisielczy w dwóch aktach); Państwowy Instytut Wydawniczy 1973; „Seria Z Maską”)
- Kochankowie z klasztoru Valdemosa (słuchowisko radiowe; 1973; Jako: Kochankowie z klasztoru Valdemosa. Romanca w stylu hiszpańskim: „Dialog” nr 6/1974; wydanie książkowe: Spółdzielnia Wydawnicza „Czytelnik” 1980, ISBN 83-07-00222-2; „Seria Dramatu Polskiego”)
- Czapa, czyli śmierć na raty (Audiobook; Dwa spektakle, zrealizowane w 1965 r. oraz 2005 r.; Polskie Radio 2010)

### Scenariusze filmowe
- Wózek (scenariusz filmowy; „Ekran” 1965; film fabularny, telewizyjny: 30 min.; w ramach cyklu filmowego Dzień ostatni – dzień pierwszy; reż. Ewa Petelska, Czesław Petelski; 1965)
- Bariery dźwięku (film fabularny, telewizyjny; 40 min.; reż. Zbigniew Kuźmiński; 1968)
- Ciemna rzeka (film fabularny; 98 min.; reż. Sylwester Szyszko; dialogi – Janusz Krasiński; 1973)
- Zapamiętaj imię swoje (scenariusz filmowy; wespół z Ernestem Bryllem i Siergiejem Kołosowem; „Ekran” 1974; film fabularny: 97 min.; reż. Siergiej Kołosow; produkcja: Polska-ZSRR 1974)
- Grzech Antoniego Grudy (scenariusz filmowy na motywach opowiadań Henryka Worcella; wespół z Witoldem Adamkiem i Jerzym Sztwiertnią; „Ekran” 1975; film fabularny: 73 min.; reż. Jerzy Sztwiertnia, dialogi – Janusz Krasiński; 1975)
- Wściekły (film fabularny; 94 min.; reż. Roman Załuski, na motywach opowiadania Jerzego Romualda Milicza; dialogi – Janusz Krasiński; 1979)
- Haracz szarego dnia (scenariusz filmowy; wespół z Romanem Wionczkiem; „Ekran” 1983; film fabularny: 84 min.; reż. Roman Wionczek 1984)
- Wkrótce nadejdą bracia (scenariusz filmowy; wespół z Kazimierzem Kutzem; „Ekran” 1986; film fabularny: 87 min.; reż. Kazimierz Kutz 1985; premiera 1986)

### Spektakle telewizyjne
- Kwatery (reż. Jerzy Krasowski; 1964)
- Czapa, czyli śmierć na raty (reż. Tadeusz Jaworski; 1967)
- Śniadanie u Desdemony (reż. Krystyna Meissner; 1974)
- Śniadanie u Desdemony (reż. Jan Buchwald; 1992)
- Kochankowie z klasztoru Valdemosa (reż. Andrzej Konic; 1995)
- Czapa (reż. Piotr Szulkin; 1996)

### Adaptacje teatralne
- Marek Nowakowski, Wesele raz jeszcze (Teatr Rozmaitości, Warszawa 1979; druk fragmentów: „Nowa Wieś” nr 9/1980)
- Jerzy Krzysztoń, Obłęd (Sztuka w 3 aktach) (Teatr Polski, Warszawa 1983; „Dialog” nr 3/1983)

## Ordery i odznaczenia
- Krzyż Kawalerski Orderu Odrodzenia Polski (1974)
- Złoty Medal „Zasłużony Kulturze Gloria Artis” (2006)[7]
- Złota Odznaka Honorowa Towarzystwa Przyjaźni Polsko-Radzieckiej za scenariusz filmu pt. Wózek (1967)
- Złota Odznaka „Za Pracę Społeczną dla m. Krakowa” (1975)

## Nagrody i wyróżnienia
- 1961 – Nagroda Literacka Młodych Komitetu Centralnego Związku Młodzieży Socjalistycznej i „Sztandaru Młodych” za książkę Przerwany rejs „Białej Marianny”
- 1962 – II nagroda w konkursie Polskiego Radia na słuchowisko radiowe z okazji 20. rocznicy powstania PPR
- 1966 – Nagroda „Nike Warszawska” w Studenckim Teatrze „Hybrydy” za utwór dramatyczny Czapa (Komedia stereofoniczna)
- 1967 – Nagroda im. Stanisława Piętaka za powieść Wózek
- 1973 – Nagroda Słuchaczy Polskiego Radia za słuchowisko Kochankowie z klasztoru Valdemosa
- 1974 – Nagroda Komitetu do spraw Radia i Telewizji za twórczość radiową i telewizyjną
- 1992 – Nagroda Fundacji Władysława i Nelli Turzańskich za całokształt twórczości, ze szczególnym uwzględnieniem książki pt. Na stracenie
- 1996 – Nagroda Marii Ginter za najlepszą książkę wspomnieniową (powieść Twarzą do ściany)
- 1997 – Nagroda Literacka im. Władysława Reymonta
- 2000 – Nagroda Literacka im. Andrzeja Kijowskiego za powieść Niemoc
- 2003 – Nagroda PEN Clubu za twórczość prozatorską[8]
- 2006 – Nagroda Literacka im. Józefa Mackiewicza za 2005 r. za książkę pt. Przed agonią[9]
- 2010 – Nagroda Stowarzyszenia im. Piotra Skórzyńskiego „Opoka – Nieulękłym w dążeniu do Prawdy” (w dziedzinie „Opoka Słowa”)
- 2010 – Nagroda Młodych im. Włodzimierza Pietrzaka